# Advanced Linux Sound Architecture
Advanced Linux Sound Architecture (conocido por el acrónimo ALSA) es un componente del núcleo Linux destinado a sustituir a Open Sound System, licenciado bajo GNU General Public License.
Algunos de los objetivos de este proyecto desde su concepción fueron la configuración automática de tarjetas de sonido y el manejo de múltiples dispositivos de sonido en un solo sistema, objetivos que han sido alcanzados en su mayor parte. Existen algunos  frameworks como JACK que utilizan ALSA para desempeñar un sistema de edición y mezclado de audio de grado profesional y de baja latencia.

## Historia
Dirigido por Jaroslav Kysela, que inició en el año 1998 el proyecto para un controlador de dispositivo de Linux para la tarjeta de sonido Gravis Ultrasound, y fue desarrollado por separado del núcleo Linux hasta que se introdujo en la serie 2.5 en el año 2002. En la versión 2.6 de Linux, ALSA reemplazó a OSS v3, aunque existe una capa de compatibilidad con este último.

## Características
ALSA fue diseñado con algunas características que en tiempos de OSS no tenían soporte alguno:
- Síntesis de MIDI basada en hardware
- Mezclado de múltiples canales en hardware
- Operación Full-duplex
- Soporte multiprocesador

### Aplicaciones
Además del software integrado en el kernel de Linux, el proyecto ALSA ofrece varias aplicaciones y utilidades  alsactl, amixer, arecord/aplay y alsamixer.
También existen aplicaciones gráficas de terceros como: GNOME-ALSAmixer (usando GTK), Kmix, XFCE4-mixer, LXpanel, QasHctl, QasMixer, Pavucontrol, AconnectGUI, tapiir, polarbear, ALSAmixerGUI (usando FLTK), ZynAddSubFX y Yoshimi.